# Wanderlino Arruda
Wanderlino Arruda (São João do Paraíso, 3 de setembro de 1934) é um escritor, palestrante, advogado, político e professor brasileiro, radicado na cidade de Montes Claros, tendo sido o idealizador e primeiro presidente do Instituto Histórico e Geográfico e da Academia Maçônica de Letras do Norte de Minas. Seu trabalho poético teve reconhecimento internacional com versos de sua autoria recitados por Romain Duris no filme L'Arnacœur, de Pascal Chaumeil.. É palestrante em diversas áreas do conhecimento, com presença constante em auditórios e em quase todas as mídias sociais.

## Biografia
Wanderlino Arruda tem os cursos de Contabilidade, Letras (Faculdade de Filosofia, Ciências e Letras da Universidade Estadual de Montes Claros) e Direito (Faculdade de Direito da Universidade Estadual de Montes Claros). Fez, ainda, pós-graduação lato sensu em Linguística, Semântica e Literatura Brasileira; e Especialização em Comunicação Social e Metodologia de Ensino Superior. Funcionário aposentado do Banco do Brasil em 1990, é ainda ligado à instituição como formador de pessoal nas áreas de Linguística, Língua portuguesa e Administração.
Duas vezes presidente da Academia Montes-clarense de Letras, é vitalício no cargo de presidente de honra; foi presidente da Câmara Municipal de Montes Claros (1966); secretário municipal de Cultura (1996) e presidente do Patrimônio Histórico e Cultural de Montes Claros; foi também vice-presidente da Câmara de Comércio Luso-brasileira em Minas Gerais; presidente do Sindicato dos Bancários de Montes Claros; presidente do Esperanto Klubo de Montes Claros; delegado do Grau 33 da Maçonaria; Associado representativo do Rotary Club de Montes Claros - Norte desde 1960 e seu presidente nos períodos 1991-1992 e 2003-2044  e governador no Rotary International, Distrito 4760 (1994/95), fundou 26 Rotary Clubes; governador e diretor do Elos Internacional; presidente da Aliança Municipal Espírita de Montes Claros e do Conselho Regional Espírita do Norte de Minas, diretor da Fundação Hospitalar de Montes Claros.
É membro, ainda, de outras academias de letras: Academia Municipalista de Letras de Minas Gerais (Belo Horizonte); Academia de Letras dos Funcionários do Banco do Brasil (Rio de Janeiro); e da  Academia de Letras, Ciências e Artes do São Francisco. É sócio-emérito do Instituto Histórico e Geográfico de Minas Gerais e sócio-efetivo do Instituto Histórico e Geográfico de  Montes Claros (fundador e duas vezes presidente), fundador e primeiro presidente da Academia Maçônica de Letras do Norte de Minas (reeleito para a presidência 2019-2020), fundador e primeiro presidente da Academia Brasileira Rotária de Letras - ABROL NORTE DE MINAS - e seu primeiro presidente; sócio-efetivo do Instituto Histórico e Geográfico de Montes Claros (fundador e duas vezes presidente sócio-efetivo do Elos Clube de Montes Claros, sócio-fundador e duas vezes presidente do Rotary Clube de Montes Claros-Norte. Durante vários anos, membro do conselho editorial da UNIMONTES, em 2018 empossado como Curador na área de História.
Lecionou na Universidade Estadual de Montes Claros(UNIMONTES) durante 22 anos, é educador na Universidade Corporativa Banco do Brasil, além da participação em diversas outras entidades culturais, sociais e religiosas como Rotary International, Elos Internacional, Automóvel Clube de Montes Claros, Aliança Municipal Espírita de Montes Claros, Fraternidade Espírita Canacy, Loja Maçônica Deus e Liberdade. No Rotary International, tem diversos destaques: Academia Rotária; Companheiro Paul Harris, Benfeitor da Fundação Rotária, Mérito Distrital, Mérito da Fundação Rotária, Reconhecimento Presidencial, Troféu Internacional Paulo Viriato, Prêmio da Rotary Foundation por Serviços Meritórios, Prêmio da Rotary Foundation por Serviços Eminentes e Medalhas João Pinheiro e Israel Pinheiro, do Instituto Histórico e Geográfico de Minas Gerais e Medalha Matias Cardoso do Governo de Minas. É cidadão benemérito de Montes Claros e Personalidade do Século (ano 2000) título concedido pelo jornal Hoje em Dia (Belo Horizonte) e jornalista Theodomiro Paulino. Presidente de Honra da Academia Montes-clarense de Letras e do Instituto Histórico Cultural dos Policiais Civis do Norte de Minas.
Em janeiro de 2011, o poema "Adoro a tua beleza" foi tema, em português e francês, do filme "L'arnacoeur",de Romain Duris.
Em 11 de junho de 2019, proferiu uma palestra na Spiritist Society of Dallas com o tema "História e Didática d"O Livro dos Espíritos. Logo após, o lançamento de um livro, em língua portuguesa, com o mesmo título.